# TV Shoptime
TV Shoptime foi um canal de TV brasileiro sediado na cidade do Rio de Janeiro que anunciava produtos da empresa de varejo Shoptime, a serem vendidos pelo telefone, por website e aplicativo.

## História
A TV Shoptime foi concebida como parte de um plano de expansão da Multicanal, operadora de televisão a cabo. O objetivo principal era iniciar uma operação própria de DTH no Brasil (televisão via satélite). Para isso, a operadora investiu para montar um projeto de programação. Seriam lançados novos canais, como um de filmes de aventura, um infantil e outro voltado ao público feminino; entre os planos, estava um canal de vendas, batizado de Shoptime. Inspirado no modelo estadunidense de home shopping, que já contava com redes como HSN e QVC, sua programação seria 24 horas dedicada às televendas. O projeto de DTH da Multicanal e o lançamento dos demais canais foram interrompidos devido a divergências entre os acionistas da operadora, o que interrompeu os preparativos. O Shoptime, no entanto, já estava pronto para iniciar suas operações.
Dessa forma, em 6 de novembro de 1995, entrou no ar como o primeiro canal brasileiro de televendas. Somando investimentos de 5,5 milhões de dólares, o Shoptime foi inicialmente gerido em sociedade entre a Multicanal, as Organizações Globo (que detinha 40% de participação) e as Lojas Americanas (10%).
A empresa proprietária do canal foi comprada pelo grupo controlador das Lojas Americanas (empresa brasileira no segmento de varejo), que logo o integrou ao grupo B2W Digital — do qual as Americanas também fazem parte — e o qual pertence até hoje.
Ainda sob os termos da venda do Shoptime ao grupo B2W, as operadoras NET e Sky ofereceriam espaço gratuito em suas grades para o canal até o ano de 2014. Com o término desse período, as renegociações começaram. Chegou-se a calcular, na imprensa especializada, que cerca de 3 milhões de reais seriam necessários para custear a presença da TV Shoptime nas grades de programação. No entanto, em 2015, foi anunciado que o canal renovou o contrato com a NET e a Sky e passaria a pagar pelo espaço, assim como os demais canais de televendas.
Em 17 de maio de 2017, o canal saiu da Sky devido à crise que o canal enfrentava desde novembro de 2016 por conta da queda das vendas. Porém, acabou voltando para a grade de programação da operadora um dia depois. Em julho de 2017, a Shoptime deixa de ser exibida pela operadora ClaroTV.
Em 17 de maio de 2023, foi anunciado que o canal encerraria suas transmissões nas TVs pagas e nas antenas parabólicas. Um dos motivos para o fim da transmissão da emissora nas operadoras e pelo sinal terrestre se trata do processo de recuperação judicial que a Americanas, mantedora do canal possui e como uma medida de cortes de gastos, já que o valor das transmissões pela televisão é considerado bastante elevado. No dia 30 de maio, a emissora transmitiu pela última vez a sua programação na televisão e por volta das 0h do dia 31, o sinal foi interrompido e substituído por color bars, um dia antes da data prevista de encerramento, que era para 1.° de junho. Parte do conteúdo do canal foi migrado para o YouTube, assim como a produção dos programas ao vivo.

## Transmissão em sinal aberto
A programação do canal era transmitida para todo o Brasil em sinal analógico até 2020 através do satélite Star One C2 no canal 1040 MHz, vertical 18 MHz, e em sinal digital por meio dos satélites Star One D2 (na frequência 3778 MHz, com symbol rate de 5000, na polarização vertical) até 2023 e Star One C3 (na frequência 3907 MHz, com symbol rate de 3200, na polarização vertical) até 2020. Desde 1.° de junho de 2023, a emissora é exclusivamente reproduzida no site da Shoptime na internet e por streaming no YouTube.

## Apresentadores
- André Saporetti (2011 - 2023)
- Adriana Tolentino (2004 - 2023)
- Andréa Bueno (2006 - 2023)
- Bárbara Marttins (2006 - 2023)
- Davi Lopes (2018 - 2023)
- Fabiana Boal (1998 - 2023)[20]
- Flávia Bonato (2004 - 2023)
- Renata Pitanga (2004 - 2023)
- Janaína Moraes (2012 - 2016)
- Ramon Gonçalves (2008 - 2015)
- Guilherme Almeida (2008 - 2018)
- Aline Malafaia (2011 - 2014)
- Antônio Pedro (1998 - 2004)[21]
- Carlos Takeshi (1995 - 2007)[22]
- Fabiana Rocha (? -  2008)
- Juliana Coelho (2004 - 2011)
- Luciana Haefeli (? - 2006)
- Malu Bailo (1997)[23]
- Marcos Veras (2007 - 2009)
- Mauro Jasmin (1995 - 2006)[22]
- Monique Evans (1998 - 2000)[24]
- Reinaldo Rocha (1997 - 2011)
- Roberta Close (2000 - 2001)[25]
- Rodolfo Bottino (1995 - 1998)[26]
- Rosana Garcia (1998 - 1999)[27]
- Viviane Romanelli (1995 - 2004)[28]
- Milton Walley (2006 - 2017)
- Natália Nogueira (2014 - 2017)
- Patrícia Levy (2007 - 2017)
- Rafael Baronesi (2011 - 2017)
- Adriano Santos (2006 - 2008)
- Ciro Bottini (1995 - 2020)[29]
- Raphaela Palumbo (2018 - 2021)[30]